# T&J Busz Projekt
A T&J Busz Projekt Kft. egy 2006-ban alapult magán cég. 2008-tól 2017-ig a Volánbusz alvállalkozója volt, 2015 és 2016 között a Budapesti Közlekedési Központ megrendelésére 28 db Volvo 7900A Hybrid autóbuszt üzemeltetett Budapesten.

## Története
A céget 2006-ban alapították Gödöllőn. 2007-ben a Color Tours Kft. és a Kontakt-Busz Kft. együtt elnyerte a Volánbusz Zrt. pályázatán 8+2 évre a Gödöllő térségének helyközi autóbuszos személyszállítás lehetőségét. A három cég 2008. július 14-én kezdte meg a menetrend szerinti szolgáltatást főként kínai gyártmányú King Long autóbuszokkal, a T&J 2009-ben pedig Vác környékén is megjelent. A T&J, a Color Tours és a Kontakt Busz szerződése, mint szolgáltató 2016. december 31-ig szól, de kedvező tapasztalat alapján 2 évre még hosszabbítható. A három szolgáltatóra és a szolgáltatók járműveikre már a szolgáltatás kezdetétől sok a panasz, főleg a kínai gyártmányú autóbuszok kényelmi és biztonsági problémái, valamint rossz összeszerelési minősége miatt.
A Budapesti Közlekedési Központ pályázatot írt ki hibrid meghajtású, alacsony padlós autóbuszok üzemeltetésére Budapesten, amit a T&J Busz Projekt meg is nyert, és 2014. április 8-án 8+2 évre megkötötték a szerződést. A T&J 2015. február 1-jén meg is kezdte a 28 darab Volvo 7900A Hybrid Euro 6-os, dízel-elektromos hajtású hibrid csuklós autóbusz forgalomba állítását az 5-ös, 7-es és a 9-es autóbuszok vonalain.
A 2016. április 3-án kiszivárgott Panama-akták után felmerült a T&J Busz Projekt offshore gyanúja. Emiatt a Budapesti Közlekedési Központ felbontotta a 2023-ig érvényes szerződést a T&J-vel, a kieső 28 autóbusz helyére a Budapesti Közlekedési Zrt. 20 db új Mercedes-Benz Conecto G állított be. A Volánbusz a BKK-val ellentétben nem bontotta fel a szolgáltatói szerződést egyik offshore-gyanús alvállalkozóval se. Kivonásuk után, közel fél évvel, 2017. január 17-én a T&J beállította Gödöllő térségébe a Volvo 7900A Hybrid buszokat, leváltva több MAN NG 272-es buszukat. 2017 tavasz végén szerződésük lejárt a Volánbusszal, ezáltal buszaik egy része átkerült a Color Tourshoz.

## Járműpark
- MAN
  - NG 272
  - NL 202
  - SL 222
  - ÜL 313
  - SÜ 313
  - FRH 422 Lion's Star
- King Long
  - XMQ 6121 G
  - XMQ 6127
- Volvo
  - 7900A Hybrid
- Setra
  - S 319 NF
  - S 315 UL
- Irizar
  - Century
- Mercedes-Benz
  - O404
- Neoplan
  - N 316 Ü
  - N 4416
  - N 318 LNF

## Külső hivatkozások
- Roncsokkal szolgáltatnak a Volánbusz alvállalkozói (magyar nyelven). Omnibusz, 2012. május 18. (Hozzáférés: 2016. augusztus 12.)
- Kengyel Kristóf: Baj van a kínai buszokkal (magyar nyelven). Totalcar, 2014. október 14. (Hozzáférés: 2016. augusztus 12.)
- Mi lesz veled, hibridflotta? (magyar nyelven). Indóház Online, 2016. július 7. (Hozzáférés: 2016. augusztus 12.)